# 索斯诺维博尔市镇
索斯诺维博尔市镇（俄语：Сосновоборское муниципальное образование）是俄罗斯联邦伊尔库茨克州伊尔库茨克区所属的一个市镇。其下辖有个居民点，行政中心为索斯诺维博尔。据2016年统计，该市镇的人口为1761人。